# Dagny-Lambercy
Dagny-Lambercy est une commune française située dans le département de l'Aisne en région Hauts-de-France.
Elle est constituée de deux villages, Dagny et Lambercy, séparés par la rivière.

## Géographie
- 1Carte dynamique
- 2Carte OpenStreetMap
- 3Carte topographique
- 4Carte avec les communes environnantes
- 5Entrée du village

### Localisation
Constituée de deux villages, Dagny et Lambercy, séparés par la rivière la Brune.

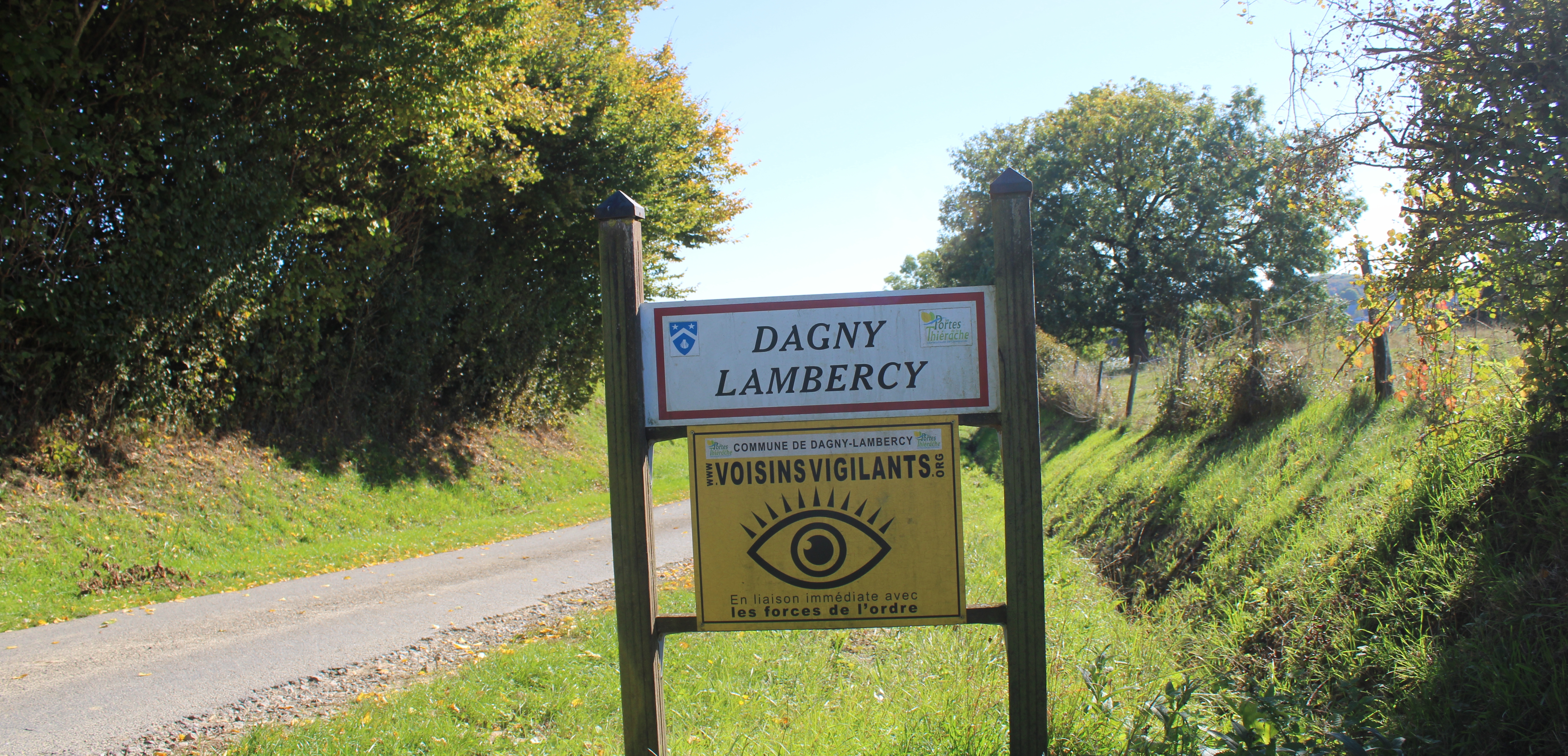
Entrée du village.

### Hydrographie
La commune est située dans le bassin Seine-Normandie. Elle est drainée par la rivière Brune, le ruisseau de Coingt et le fossé 01 de la commune de Jeantes,,.
La Brune, d'une longueur de 37 km, prend sa source dans la commune de Brunehamel et se jette  dans le Vilpion à Thiernu, après avoir traversé 20 communes.

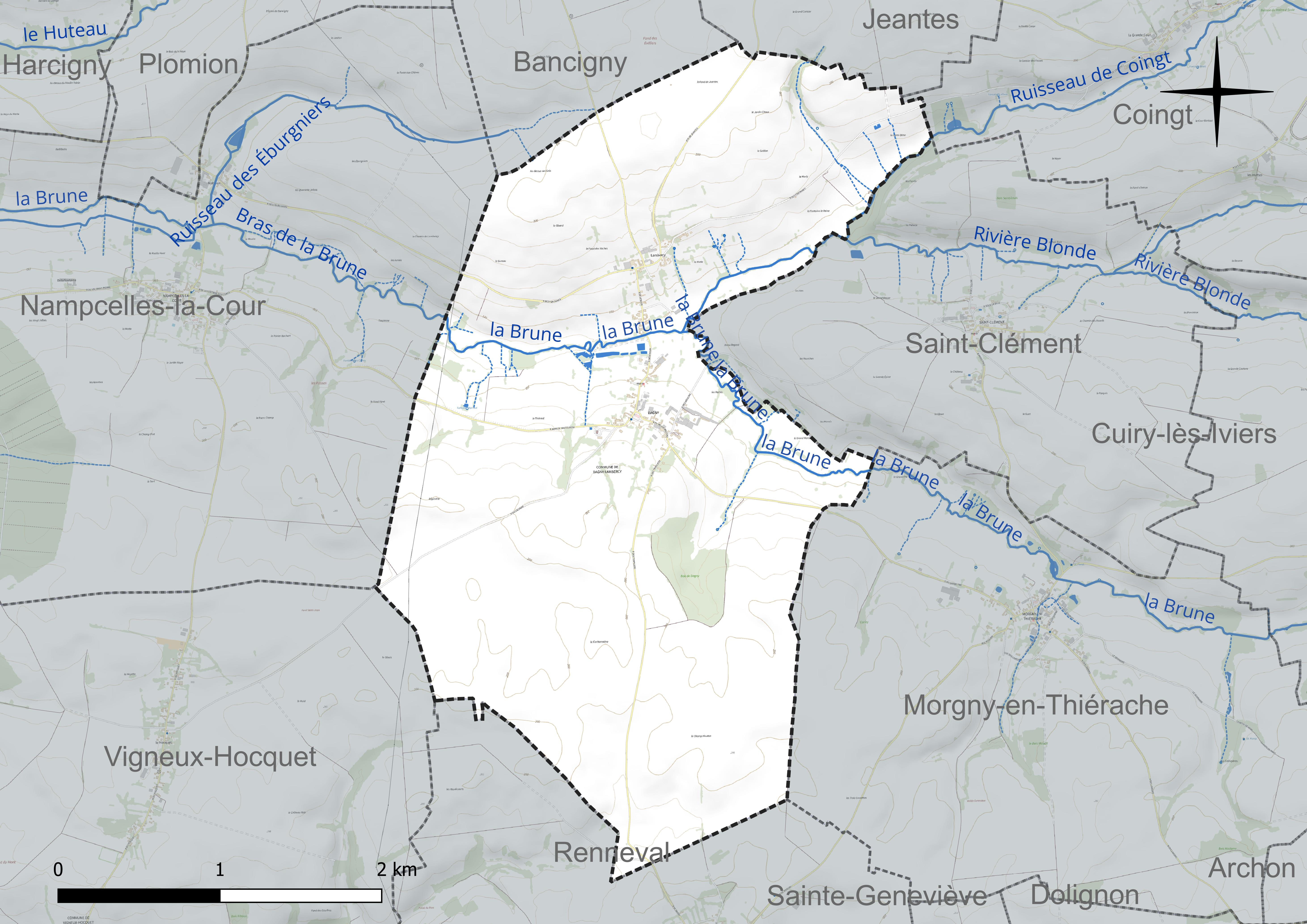
Réseau hydrographique de Dagny-Lambercy.

### Climat
Pour des articles plus généraux, voir Climat des Hauts-de-France et Climat de l'Aisne.
En 2010, le climat de la commune est de type climat des marges montargnardes, selon une étude du CNRS s'appuyant sur une série de données couvrant la période 1971-2000. En 2020, Météo-France publie une typologie des climats de la France métropolitaine dans laquelle la commune est exposée à un climat océanique altéré et est dans la région climatique Nord-est du bassin Parisien, caractérisée par un ensoleillement médiocre, une pluviométrie moyenne régulièrement répartie au cours de l'année et un hiver froid (3 °C).
Pour la période 1971-2000, la température annuelle moyenne est de 9,8 °C, avec une amplitude thermique annuelle de 15,6 °C. Le cumul annuel moyen de précipitations est de 869 mm, avec 13,3 jours de précipitations en janvier et 9,1 jours en juillet. Pour la période 1991-2020, la température moyenne annuelle observée sur la station météorologique la plus proche, située sur la commune de Fontaine-lès-Vervins à 14 km à vol d'oiseau, est de 10,5 °C et le cumul annuel moyen de précipitations est de 826,3 mm,. Pour l'avenir, les paramètres climatiques de la commune estimés pour 2050 selon différents scénarios d'émission de gaz à effet de serre sont consultables sur un site dédié publié par Météo-France en novembre 2022.

## Urbanisme

### Typologie
Au 1er janvier 2024, Dagny-Lambercy est catégorisée commune rurale à habitat dispersé, selon la nouvelle grille communale de densité à 7 niveaux définie par l'Insee en 2022.
Elle est située hors unité urbaine et hors attraction des villes,.

### Occupation des sols
L'occupation des sols de la commune, telle qu'elle ressort de la base de données européenne d'occupation biophysique des sols Corine Land Cover (CLC), est marquée par l'importance des territoires agricoles (93,4 % en 2018), une proportion identique à celle de 1990 (93,4 %). La répartition détaillée en 2018 est la suivante : 
terres arables (69,2 %), prairies (24,2 %), zones urbanisées (4,1 %), forêts (2,5 %).
L'évolution de l'occupation des sols de la commune et de ses infrastructures peut être observée sur les différentes représentations cartographiques du territoire : la carte de Cassini (XVIIIe siècle), la carte d'état-major (1820-1866) et les cartes ou photos aériennes de l'IGN pour la période actuelle (1950 à aujourd'hui).

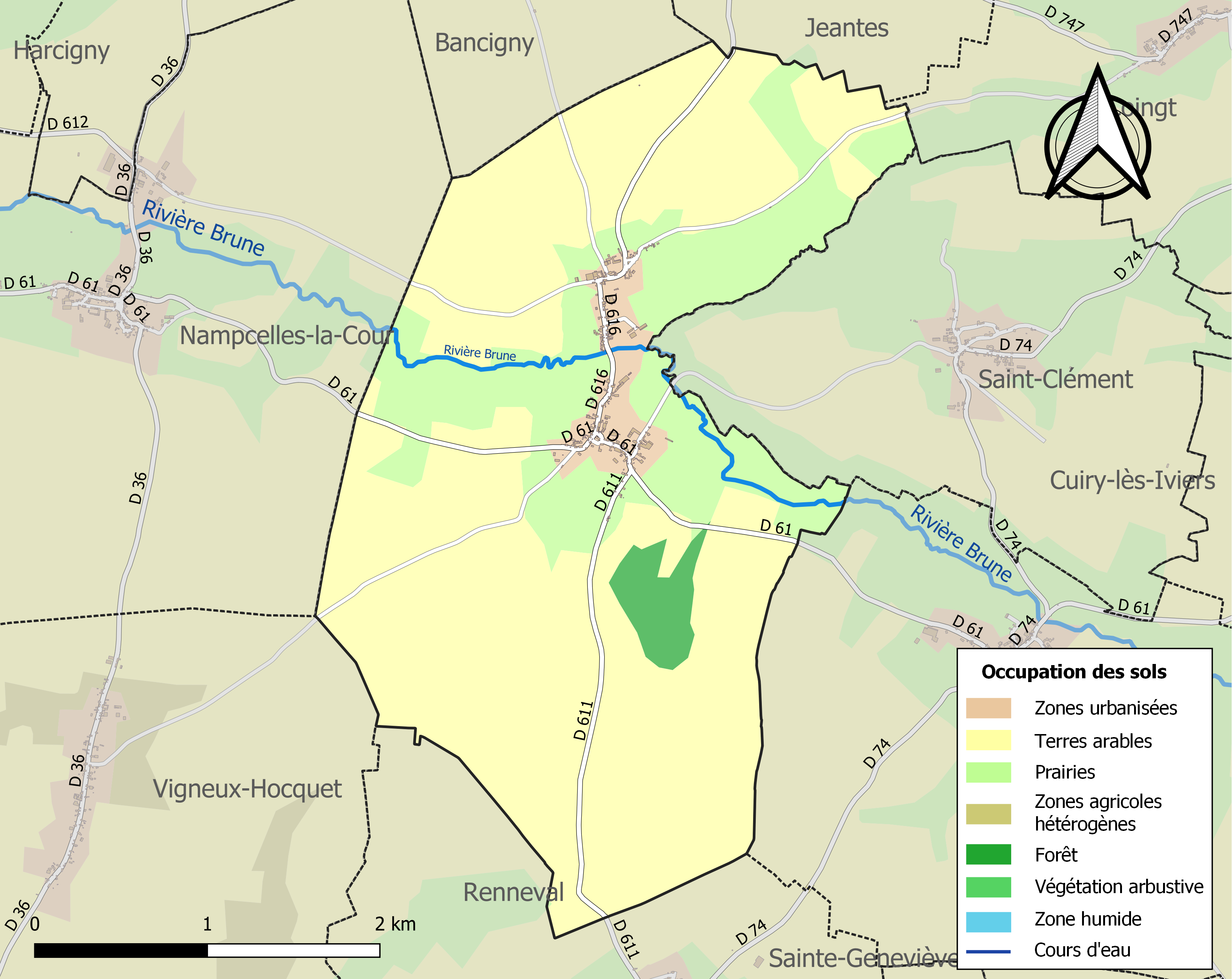
Carte des infrastructures et de l'occupation des sols de la commune en 2018 (CLC).

## Toponymie
Le nom du village apparaît pour la première fois en 1142 dans un cartulaire de l'abbaye de Saint-Michel sous l'appellation  de Daagni. L'orthographe variera encore ensuite de nombreuses fois : Altare Daegnus, Altare Daenüs, en 1161 dans un cartulaire de l'abbaye de Thenailles, Dagnies, Daegnüs, Daignies, In territorio de Dagnies, Daignies, Dagni-Lambrecis en 1709, Dagny et Lambercy sur la carte de Cassini vers 1750
.

Le hameau de Lambercy s'appelait Lambrecies en 1216, puis villa de Lambercis, Lambrecy, Lambressis en 1406.

|  |  |  |

## Histoire
|  |  |  |

Carte de Cassini

La carte de Cassini montre qu'au XVIIIe siècle, Dagny est une paroisse située sur le rive gauche de la Brune (rivière de l'Aisne). Au nord, Lambercy est un hameau. Le moulin à eau de Dagny-la-Cour (dont l'existence est attestée en 1398 sous le nom de Daignies-la-Court) est figuré par une roue dentée sur la Brune (rivière de l'Aisne). Un autre moulin à eau existait sur la rivière La Blonde. Un moulin à eau est figuré par une roue dentée.
Les moulins
Les nombreux cours d'eau serpentant en Thiérache ont permis l'installation de nombreux moulins à eau : beaucoup moulaient le grain pour obtenir la farine et d'autres fabriquaient du papier.
La monographie sur le village écrite par M. Blanche indique qu'en 1888 «Il existait trois moulins à eau dans la commune : le moulin des Moines, le moulin Neuf et le moulin de Lambercy». Le moulin des Moines a été incendié le 1er novembre 1885 et les deux autres chôment depuis plusieurs années.
Ces moulins, installés sur de petits cours d'eau à petit débit, souffraient du manque d'eau pendant les mois d'été. Peu rentables la plupart des moulins de Thiérache ont été abandonnés.
Première Guerre mondiale
Le 29 août 1914, soit moins d'un mois après la déclaration de la guerre, le village est occupé par les Allemands après la défaite de l'armée française lors de la bataille de Guise. Pendant toute la guerre, Dagny-Lambercy restera loin du front qui se stabilisera à environ 150 km à l'est aux alentours de Péronne. Les habitants vivront sous le joug de l'ennemi : réquisitions de logements, de matériel, de nourriture, travaux forcés.
Ce n'est que début novembre 1918 que le village sera libéré. Sur le monument aux morts sont écrits les noms des 14 soldats de la commune morts au champ d'honneur  lors de la Grande Guerre.
Par arrêté préfectoral du 20 décembre 2016, la commune est détachée le 1er janvier 2017 de l'arrondissement de Laon pour intégrer l'arrondissement de Vervins.

## Politique et administration

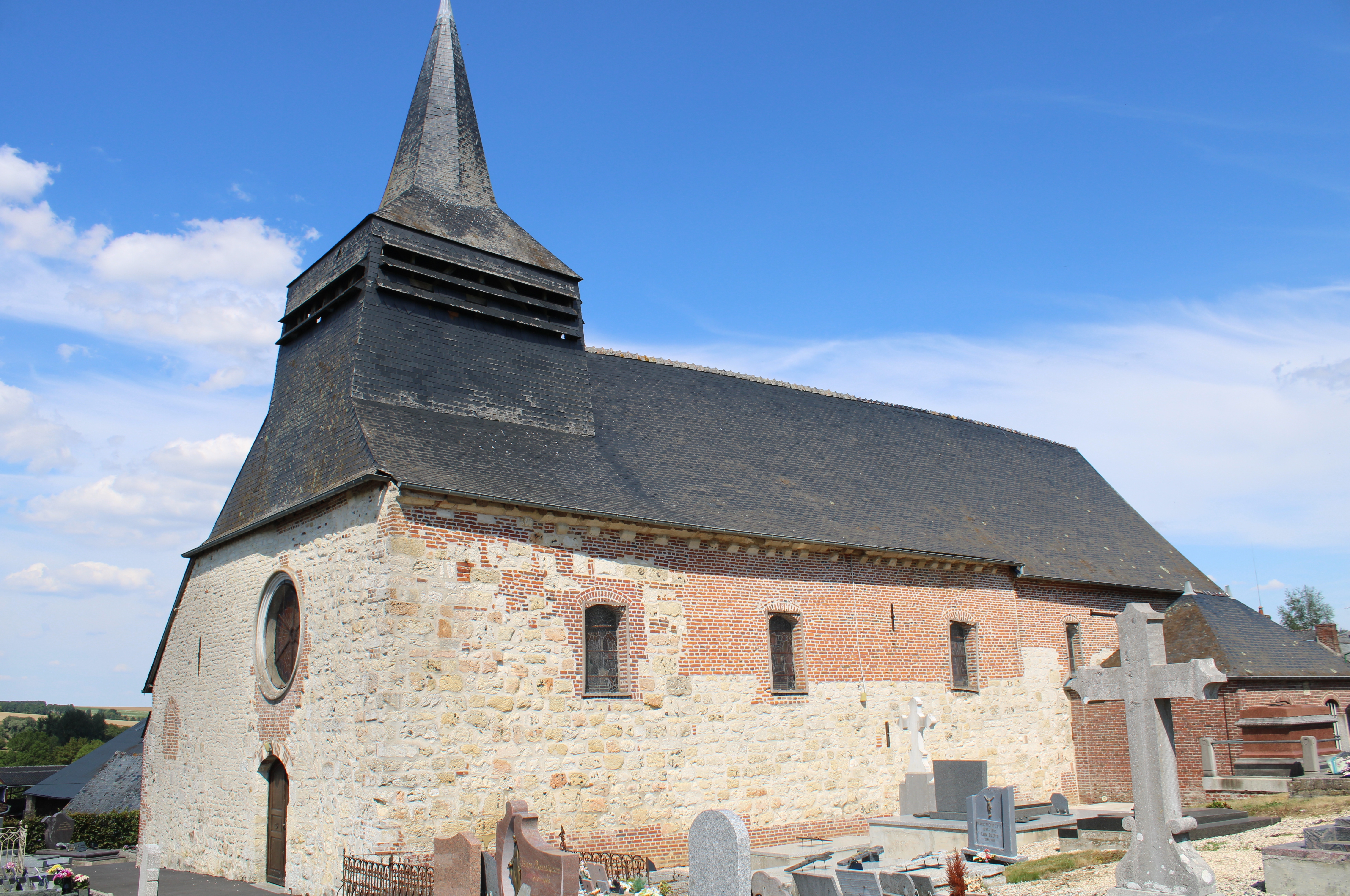
Vue de l'église.

### Découpage territorial
La commune de Dagny-Lambercy est membre de la communauté de communes des Portes de la Thiérache, un établissement public de coopération intercommunale (EPCI) à fiscalité propre créé le 22 décembre 1997 dont le siège est à Rozoy-sur-Serre. Ce dernier est par ailleurs membre d'autres groupements intercommunaux.
Sur le plan administratif, elle est rattachée à l'arrondissement de Vervins, au département de l'Aisne et à la région Hauts-de-France. Sur le plan électoral, elle dépend du  canton de Vervins pour l'élection des conseillers départementaux, depuis le redécoupage cantonal de 2014 entré en vigueur en 2015, et de la première circonscription de l'Aisne  pour les élections législatives, depuis le dernier découpage électoral de 2010.

## Démographie
L'évolution du nombre d'habitants est connue à travers les recensements de la population effectués dans la commune depuis 1793. Pour les communes de moins de 10 000 habitants, une enquête de recensement portant sur toute la population est réalisée tous les cinq ans, les populations de référence des années intermédiaires étant quant à elles estimées par interpolation ou extrapolation. Pour la commune, le premier recensement exhaustif entrant dans le cadre du nouveau dispositif a été réalisé en 2007.

En 2022, la commune comptait 125 habitants, en évolution de −2,34 % par rapport à 2016 (Aisne : −1,97 %, France hors Mayotte : +2,11 %).
| 1793 | 1800 | 1806 | 1821 | 1831 | 1836 | 1841 | 1846 | 1851 |
| ---- | ---- | ---- | ---- | ---- | ---- | ---- | ---- | ---- |
| 404  | 445  | 471  | 436  | 458  | 483  | 494  | 473  | 493  |

| 1856 | 1861 | 1866 | 1872 | 1876 | 1881 | 1886 | 1891 | 1896 |
| ---- | ---- | ---- | ---- | ---- | ---- | ---- | ---- | ---- |
| 447  | 434  | 432  | 427  | 431  | 411  | 393  | 354  | 343  |

| 1901 | 1906 | 1911 | 1921 | 1926 | 1931 | 1936 | 1946 | 1954 |
| ---- | ---- | ---- | ---- | ---- | ---- | ---- | ---- | ---- |
| 323  | 306  | 305  | 274  | 294  | 290  | 265  | 237  | 229  |

| 1962 | 1968 | 1975 | 1982 | 1990 | 1999 | 2006 | 2007 | 2012 |
| ---- | ---- | ---- | ---- | ---- | ---- | ---- | ---- | ---- |
| 229  | 212  | 183  | 169  | 160  | 159  | 133  | 129  | 138  |

| 2017 | 2022 | - | - | - | - | - | - | - |
| ---- | ---- | - | - | - | - | - | - | - |
| 125  | 125  | - | - | - | - | - | - | - |

## Culture locale et patrimoine

### Lieux et monuments
- Église Saint-Pierre de Dagny-Lambercy récemment pourvue d'un nouveau mur de cimetière, escalier devant.
- Porche-colombier couvert d'ardoise, récemment restauré, d'une ferme au nord de l'église.
- Pigeonnier dans le haut de Lambercy.
- Monument aux morts.
- Tombe de guerre de la Commonwealth War Graves Commission[31].

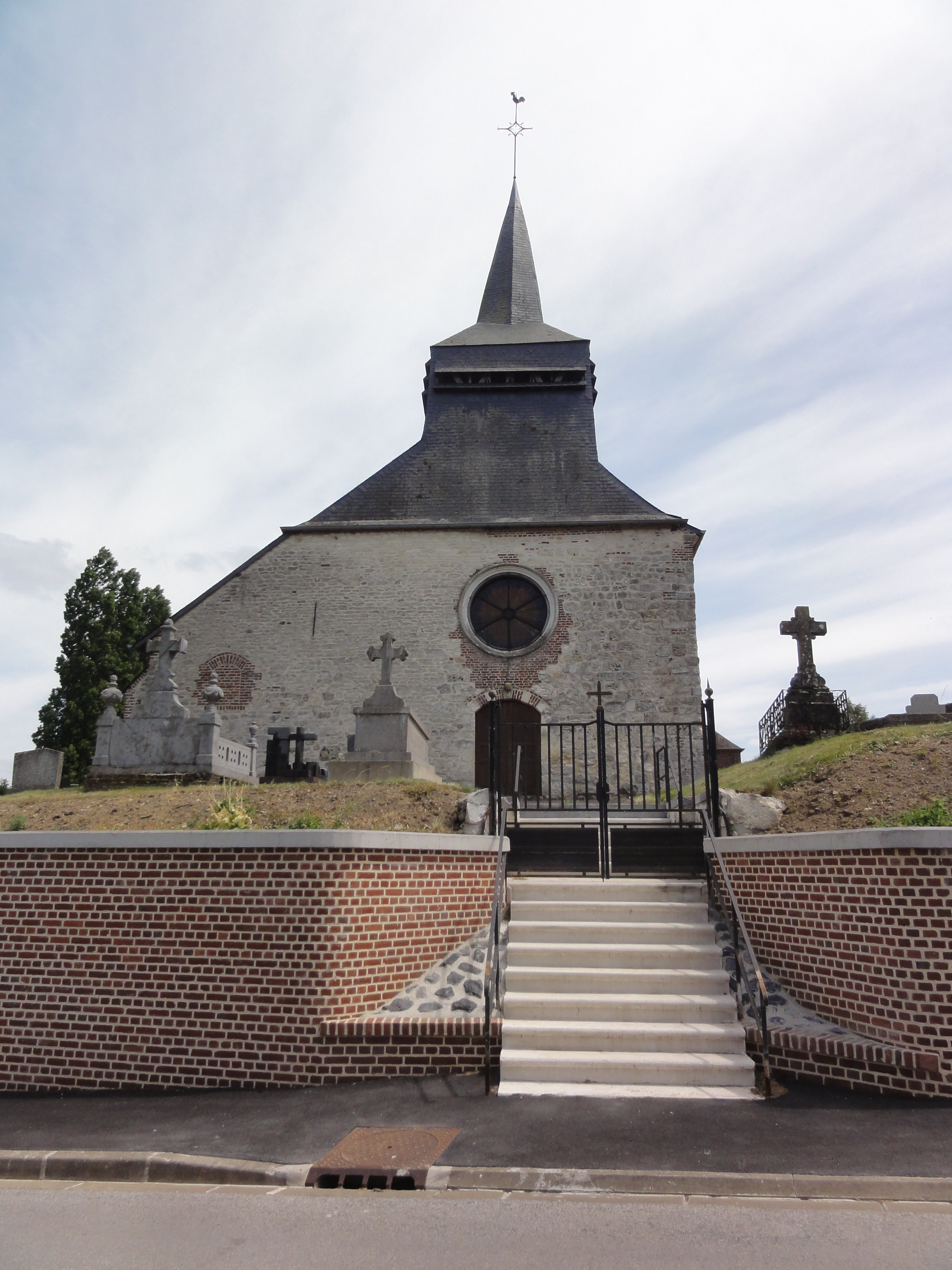
L'église, façade ouest (2014).
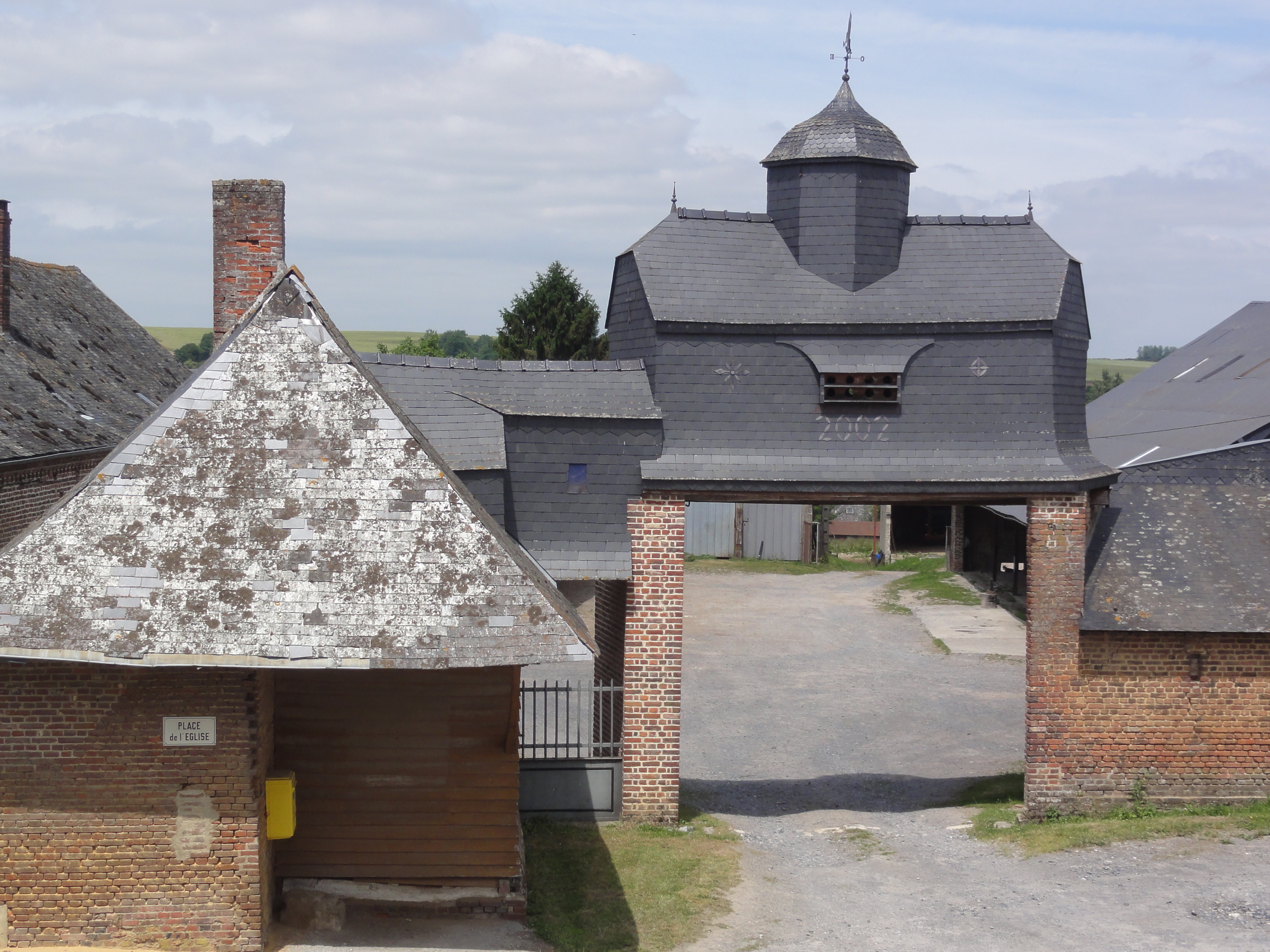
Porche-pigeonnier.
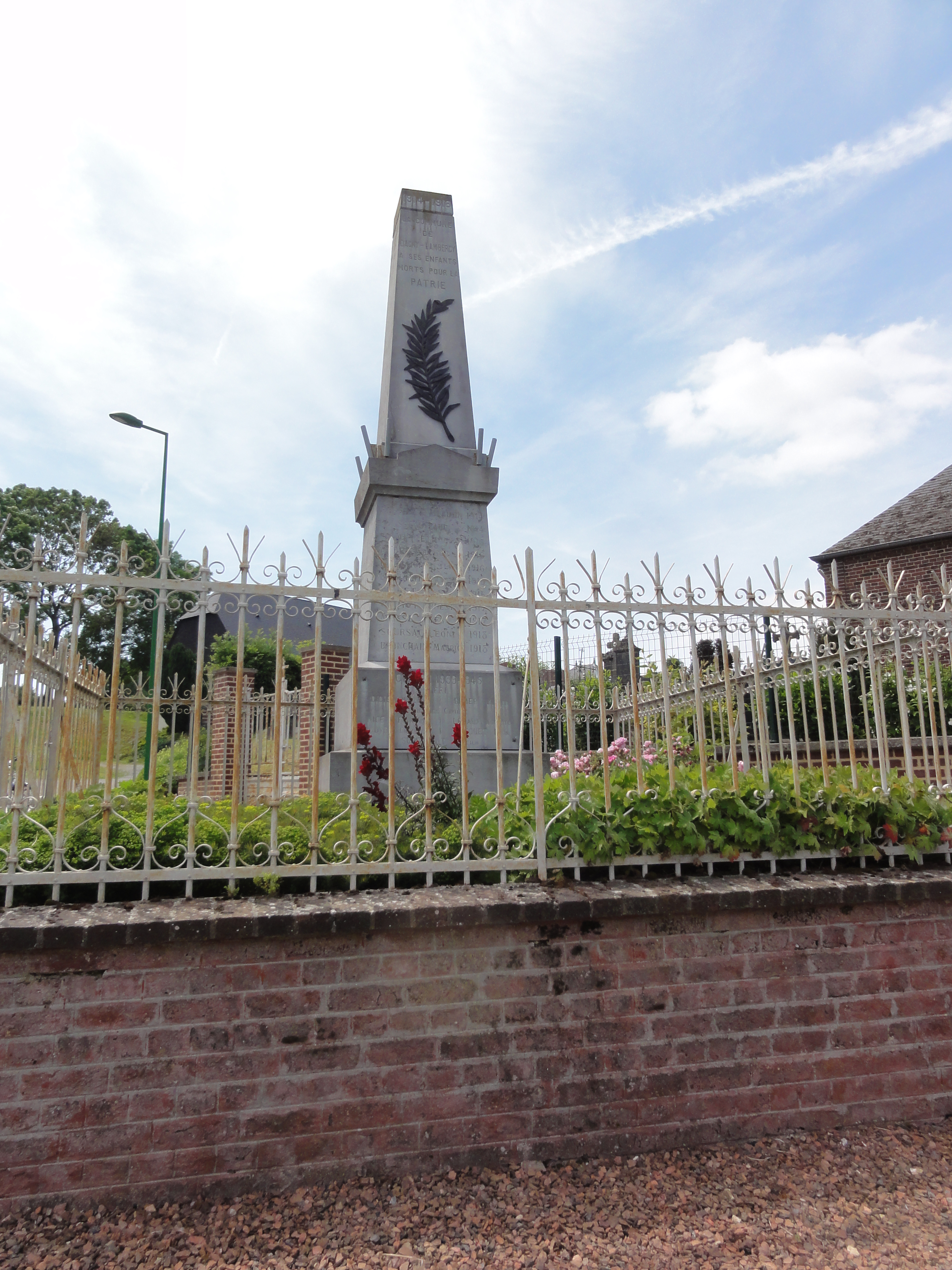
Monument aux morts.
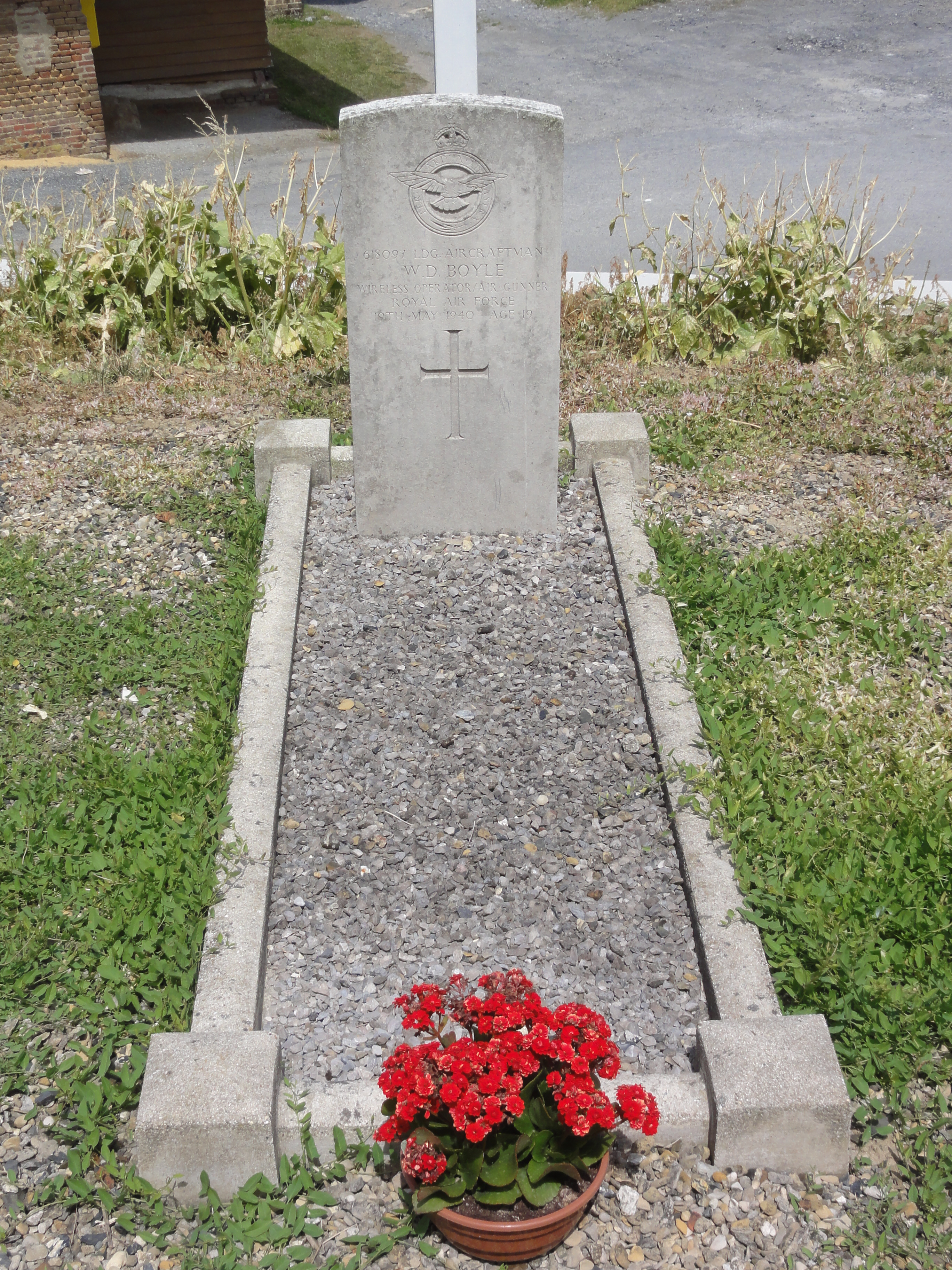
Tombe de guerre de la CWGC.
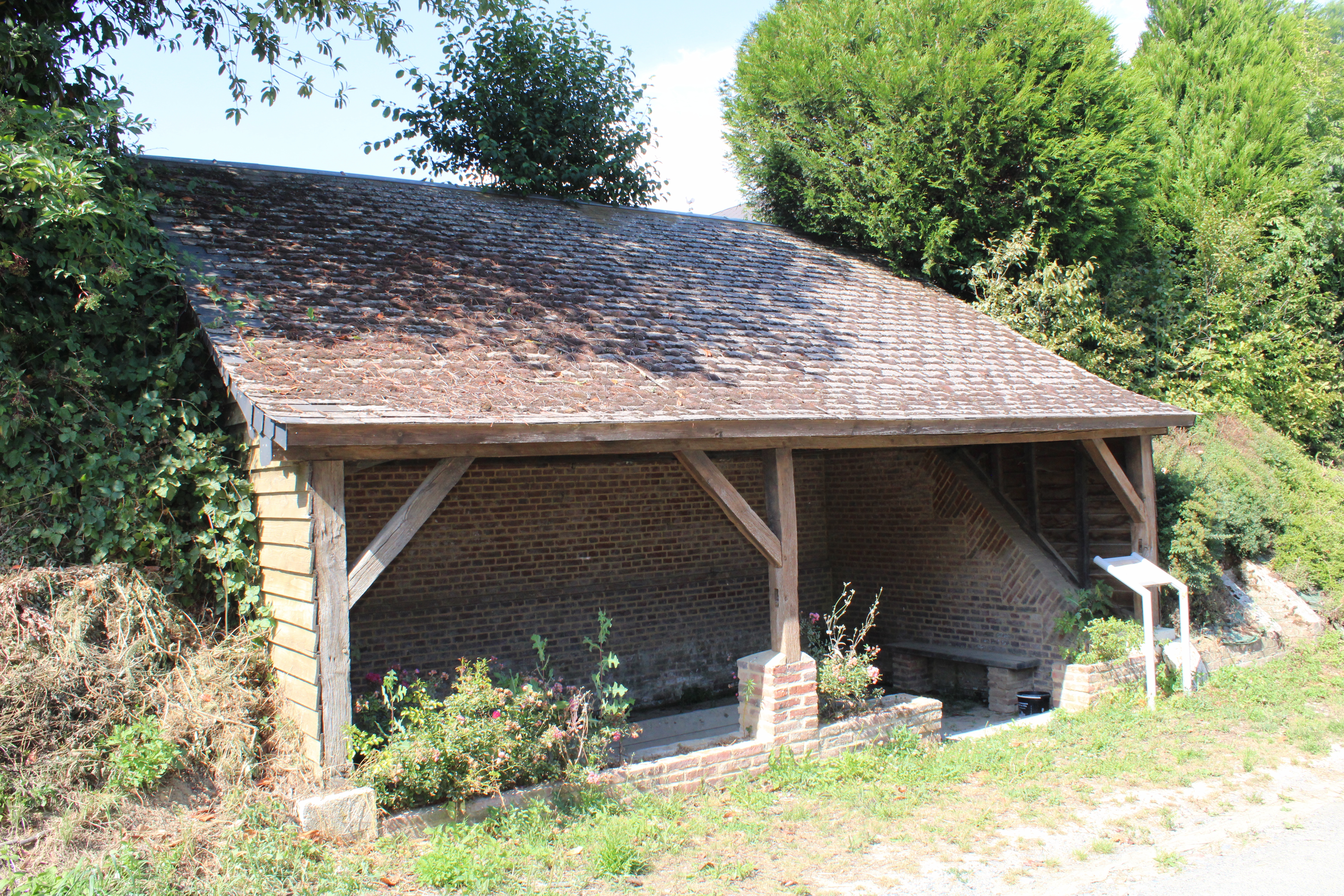
Le lavoir de Lambercy.

### Héraldique
Pour un article plus général, voir Armorial des communes de l'Aisne.
| Blason de Dagny-Lambercy | Blason  | D'azur au chevron accompagné en chef de deux étoiles et en pointe d'une coquille, le tout d'argent. |
| Blason de Dagny-Lambercy | Détails | Le statut officiel du blason reste à déterminer.                                                    |

## Pour approfondir